# Salangana lśniąca
Salangana lśniąca (Aerodramus whiteheadi) – gatunek małego ptaka z rodziny jerzykowatych (Apodidae). Występuje na Luzonie i Mindanao; jedno stwierdzenie z Negros (Filipiny). Ma status gatunku niedostatecznie rozpoznanego (DD, Data Deficient).

## Taksonomia
Po raz pierwszy gatunek opisał William Robert Ogilvie-Grant w 1895. Holotyp, wraz z trzema innymi okazami, pochodził z Mount Data na wyspie Luzon. W 2017 znajdował się w zbiorach Muzeum Historii Naturalnej w Tring. Autor nadał nowemu gatunkowi nazwę Collocalia whiteheadi. Obecnie (2025) Międzynarodowy Komitet Ornitologiczny (IOC) umieszcza salanganę lśniącą w rodzaju Aerodramus. Wyróżnia 2 podgatunki, podobnie jak autorzy HBW.

## Podgatunki i zasięg występowania
IOC wyróżnia następujące podgatunki:
- A. w. whiteheadi (Ogilvie-Grant, 1895) – Mount Data, północny Luzon[5] (w pierwszej dekadzie XXI wieku obserwowany też na Mount Polis[8])
- A. w. origenis (Oberholser, 1906) – szczyty wulkaniczne: Apo, Kitanglad i Matutum (do tego jedna obserwacja z nieznanej lokalizacji w tej samej prowincji co Matutum – South Cotabato) na wyspie Mindanao (południowe Filipiny)[5].

W lutym 1998 osobnika nieokreślonego podgatunku obserwowano na szczycie Kanlaon na wyspie Negros.

## Morfologia
Długość ciała wynosi około 13–14 cm, masa ciała u jednej samicy – 14 g. Salangany lśniące to najwięksi przedstawiciele rodzaju spośród 8 gatunków spotykanych na Filipinach. Są stosunkowo duże z szerokimi, masywnymi głowami. Ogon nieznacznie wcięty (według innego źródła głęboko wcięty), skok nagi. Przedstawicieli poszczególnych podgatunków odróżniają odcienie niektórych partii upierzenia. U reprezentantów A. w. origenis wierzch ciała jest ciemnobrązowy, ciemniejszy na głowie i płaszczu, z nieznacznie fioletowym połyskiem, szczególnie na skrzydłach i ogonie. Kantarek i obszar tuż nad okiem nieco upstrzone jasnobrązowo. Kuper nie wyróżnia się kolorystycznie. Spód ciała szarobrązowy. Dziób czarny, tęczówka ciemnobrązowa, nogi czarniawe. Przedstawicieli podgatunku nominatywnego wyróżnia ogółem ciemniejsze upierzenie, zarówno na spodzie, jak i wierzchu ciała.

## Ekologia i zachowanie
Salangany lśniące stwierdzano wyłącznie na terenach górskich porośniętych pierwotnymi lasami i powyżej 1000 m n.p.m. Cztery okazy A. w. origenis miano złapać w pustym pniu drzewa, gdzie prawdopodobnie odpoczywały. Możliwe, że klify są istotnym elementem środowiska dla salangan lśniących (zakładając, że obserwacje z 1997 z Kitanglad dotyczyły na pewno przedstawicieli tego gatunku). O głosie i pożywieniu niczego nie wiadomo. Na początku lipca 1904 odnaleziono na Apo cztery gniazda, przypuszczalnie w okolicy klifów w pustym pniu drzewa. Przypisano je do A. w. origenis. Były zaokrąglone, zbudowane z zielonych mszaków i włóknistych materiałów roślinnych, najprawdopodobniej bez spoiwa (śliny służącej do połączenia poszczególnych składników tworzących gniazdo).

## Status i zagrożenia
IUCN nadaje salanganie lśniącej status gatunku niedostatecznie rozpoznanego (DD, Data Deficient) nieprzerwanie od 2000 roku (stan w 2020). Wcześniej w latach 1996 i 1994 uznana została za gatunek narażony na wyginięcie (VU, Vulnerable). BirdLife International uznaje trend liczebności populacji za prawdopodobnie spadkowy. Choć według Hume’a (2017) od czasu odkrycia nie widziano przedstawicieli podgatunku nominatywnego i ten być może wymarł, według BirdLife International w 2005 ponownie dokonano obserwacji. Miała miejsce na Mount Polis, nieco ponad 17 km od Mount Data. Liczebność populacji i jej trend są całkowicie nieznane, głównie ze względu na trudności w identyfikacji gatunku, nawet w przypadku ptaków trzymanych w ręce. Potencjalne zagrożenia dla salangan lśniących niesie ograniczony zasięg występowania (choć nie ma pewności, czy w istocie taki jest) oraz niszczenie środowiska życia. Na Kitanglad i Matutum prowadzona jest nielegalna wycinka i, podobnie jak na Apo, uprawa w systemie kaingin (będącym lokalną odmianą systemu żarowego).